# Mahābhārata

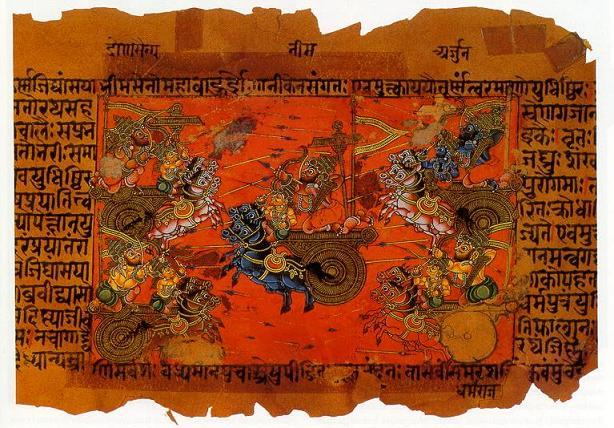
O imagine din manuscris ilustrând bătălia de la Kurukshetra.

Mahābhārata (महाभारत în devanagari) este una dintre cele mai importante două epopei ale Indiei antice, scrisă în limba sanscrită. Epopeea face parte din itihāsa (istorie) și este elementul fundamental al mitologiei hinduse.
Fiind textul major al hinduismului, Mahābhārata se bucură de o importanță imensă atribuită pe subcontinentul indian. Discută patru scopuri principale ale oamenilor (artha – intenție, kāma – satisfacție, dharma – obligație și moksha – eliberare) și încearcă să explice o relațiune între individ, societate și lumea și activitățile karmei.
Având peste 100,000 de versuri, pasaje lungi de proză și un total de aproape 1,8 de milioane de cuvinte, Mahābhārata este unul dintre cele mai lungi poeme epice ale lumii. Deși de arhitectură lirică clasică, Iliada și Odiseea sunt de zece ori mai scurte, Divina Comedie a lui Dante – de cinci ori, iar Ramayana – de patru ori. Incluzând Harivaṃśa, Mahābhārata are peste 200.000 de versuri.